# Andy Daly
Andrew J. Daly, né le 15 avril 1971 à Mount Kisco dans l'État de New York, est un acteur, comédien et scénariste américain.
Il joue le rôle de Forrest MacNeil dans la série de Comedy Central Review et celui de Terrence Cutler dans la série comique de HBO Eastbound & Down. Il fait également des apparitions récurrentes dans des séries télévisés tels que Silicon Valley, Veep, Modern Family, Black-ish, Trial & Error, la série Netflix Reno 911!, ainsi que des séries animées telles que Rick et Morty, Solar Opposites, Bob's Burgers, Adventure Time et Harley Quinn.

## Biographie
Daly est né à Mount Kisco, New York, et a grandi dans le New Jersey. Il est diplômé en 1989 de Ridgewood High School à Ridgewood, New Jersey, puis fréquente l'Ithaca College où il obtient un diplôme en art dramatique,.

## Vie privée
Andy Daly vit à Los Angeles et est marié à l'actrice Carri Levinson. Ils ont deux filles.

## Filmographie
Sauf indication contraire, les informations mentionnées dans cette section peuvent être confirmées par la base de données cinématographiques IMDb,  présente dans la section « Liens externes ».

### Cinéma
- 1999 : Le Petit Grille-pain courageux : À la rescousse : Murgatroid
- 2004 : Noël avec les Kranks : Mari
- 2006 : L'école des crapules : Camarade de classe
- 2007 : Dante's Inferno (en) : Lucan / « Right On » Glutton / Jim Jones / Airport Screener / Ulysses 'Naysayer
- 2007 : What Love Is (en) : Wayne
- 2007 : Wild Girls Gone : Fred
- 2008 : Semi pro : Dick Pepperfield
- 2008 : Que se passe-t-il à Vegas : Curtis
- 2008 : Tenure (en) : Warenne
- 2009 : Post-grad : Lloyd Hastings
- 2009 : The Informant! : Marty Allison
- 2010 : Trop belle : M. Fuller
- 2010 : Bébé mode d'emploi : Scott
- 2010 : Yogi l'ours : Maire Brun
- 2011 : High Road (en) : M. Doobin
- 2011 : Transformers 3: la face cachée de la lune : Donnie
- 2011 : La famille Pickler : Animateur radio
- 2012 : Miracle en Alaska : Don Davis
- 2013 : Ghost Bastards : Steve
- 2014 : Jason Nash is married : Marty Deman
- 2014 : A better you : Le voisin
- 2016 : La 6e, la pires année de ma vie : Principal Ken Dwight
- 2016 : FML : Dr Todd
- 2017 : Table 19 : Luc Pflaffler
- 2021 : The Space Between (en) : Cameroun Robbins
- 2021 : Maman, j'ai raté l'avion ! (ça recommence) : Mike Mercier
- 2022 : KIMI : Christian Holloway
- 2024 : Unfrosted : L'épopée de la Pop-Tart (Unfrosted) de Jerry Seinfeld : ?

### Télévision
Sauf indication contraire, les informations mentionnées dans cette section peuvent être confirmées par la base de données cinématographiques IMDb,  présente dans la section « Liens externes ».
- 1996 : Spin City : Payroll Guy
- 1996 : Saturday Night Live : Joseph d'Arimathie
- 2000-2002 : MADtv : Dick Cheney
- 2005-2020 : Reno 911! : Brad le sympathique propriétaire / gestionnaire d'entrepôt / entraîneur Brad Petrie
- 2005 : Drake & Josh : Movie Goer
- 2006-2007 : Entourage :Chris
- 2007 : The Office : Gordon (Ben Franklin)
- 2009 : The Closer : Richard Tracy
- 2009-2012 : Kenny Powers : Principal Terrence Cutler
- 2010 : Greek : Tom Hilgendorf
- 2012 : Are You There, Chelsea? : Marty Mills
- 2012 : Regular Show : Le politicien / Kid 2 / Darry
- 2012 : Last Man Standing : Mr. Peckem
- 2013 : Drunk History : Teddy Roosevelt
- 2013-2014 : The League : Ethan Coque
- 2013-2019 : Modern Family : Principal Prince Brown
- 2014 : Enlisted : Rodney Spratz
- 2014 : Bad Teacher : Dale
- 2014 : Major Crimes : Mr. Baird / Richard Tracy
- 2014 : Mr. Pickles : Doctor Driver
- 2014-2020 : Bob's Burgers : Gérant / Commissaire-Priseur / Q.R. Dunlop
- 2014-2017 : Adventure Time : King of Ooo / Wyatt
- 2014-2018 : Silicon Valley : Dr Crawford
- 2015 : Aqua Teen Hunger Force : Presbobot / "Flesh Train"
- 2015 : The Spoils Before Dying : Artie Mann
- 2015 : Rick and Morty : Krombopulos Michael
- 2015-2022 : Black-ish : Dr Evan Windsor
- 2015 : Wander Over Yonder : Andy the Watchdog
- 2015-2016 : Grandfathered : Bruce
- 2016-2022 : American Dad! : Memphis Stormfront / voix
- 2016 : Lady Dynamite : Dr Achter
- 2016 : Another Period : Charlton Wimbledon
- 2017-2018 : Trial & Error : Thom Hinkle
- 2017 : Brooklyn Nine-Nine : Jeffrey Bouché
- 2017 : Dice : Richard
- 2017 : You're the Worst : Himself
- 2017 : Teachers : Officier Chuck Dorgan
- 2018 : The Simpsons : Judge Dowd
- 2018-2021 : Big City Greens : Office Keys
- 2018 : Baymax et les Nouveaux Héros : Dr Trevor Trengrove
- 2018-2021 : Big Mouth : Dr Wendy Engle / various voices
- 2018 : The Good Place : Dave Katterttrune
- 2019 : The Big Bang Theory : Nathan
- 2019 : Veep : Keith Quinn
- 2019 : Mao Mao : Héros au cœur pur : Le Professeur
- 2019- : Harley Quinn : Double-Face / Le Président
- 2020-2021 : Solar Opposites : Lindsey Tim
- 2020-2021 : Central Park : Mr. Garth / Patron de bar
- 2021-2022 : Inside Job : J.R. Scheimpough
- 2021 : Creepshow : Clark "Murph" Murphy / Deputy Anton / Local Yokel